# Lasiobolus
Lasiobolus is een geslacht van schimmels behorend tot de familie Ascodesmidaceae. 

## Soorten
Volgens Index Fungorum bestaat het geslacht uit 21 soorten (peildatum januari 2023): 
| Soortnaam                                    | Auteur(s)                | Publicatiejaar |
| -------------------------------------------- | ------------------------ | -------------- |
| Lasiobolus aurantiacus                       | Bat. & H. Maia           | 1955           |
| Lasiobolus brachytrichus                     | Velen.                   | 1934           |
| Lasiobolus cainii                            | Kimbr.                   | 1967           |
| Lasiobolus capreoli                          | Velen.                   | 1934           |
| Lasiobolus cuniculi                          | Velen.                   | 1934           |
| Lasiobolus diversisporus                     | (Fuckel) Sacc.           | 1889           |
| Lasiobolus dubius                            | Starbäck                 | 1904           |
| Lasiobolus intermedius                       | J.L. Bezerra & Kimbr.    | 1975           |
| Lasiobolus lasioboloides                     | Marchal                  | 1885           |
| Lasiobolus leporinus                         | Velen.                   | 1934           |
| Lasiobolus longisetosus                      | Povah                    | 1929           |
| Lasiobolus macrotrichus                      | Rea                      | 1917           |
| Lasiobolus microsporus                       | J.L. Bezerra & Kimbr.    | 1975           |
| Lasiobolus minimus                           | Velen.                   | 1939           |
| Lasiobolus monascus                          | Kimbr.                   | 1974           |
| Lasiobolus oligotrichus                      | A.L. Sm.                 | 1916           |
| Lasiobolus papillatus (Dwergborstelbekertje) | (Pers.) Sacc.            | 1884           |
| Lasiobolus ruber                             | (Quél.) Sacc.            | 1889           |
| Lasiobolus setosus                           | Alf. Schmidt             | 1913           |
| Lasiobolus trichoboloides                    | S.R. Khan & J.L. Bezerra | 1975           |
| Lasiobolus vaccinus                          | Velen.                   | 1939           |